# Parasalvazaon
Parasalvazaon is een kevergeslacht uit de familie van de boktorren (Cerambycidae). De wetenschappelijke naam van het geslacht werd voor het eerst geldig gepubliceerd in 1958 door Breuning.

## Soorten
Parasalvazaon is monotypisch en omvat slechts de volgende soort:
- Parasalvazaon apicicorne Breuning, 1958